# Военная техника Франции периода Второй мировой войны
Военная техника Франции периода Второй мировой войны — вооружение и боевая техника Франции (авиация, бронетехника, артиллерия, стрелковое оружие, боевые корабли), применявшиеся в период с 1939 по 1945 год (с момента нападения Германии на Польшу в сентябре 1939 года и до подписания капитуляции Японией в сентябре 1945 года). Поскольку во время оккупации Франция не могла пополнять свою армию, все образцы техники были разработаны и выпускались до капитуляции в июне 1940 года.

## Бронетанковая техника
Ввиду угрозы со стороны Германии, бронетанковая техника Франции к началу войны состояла из новейших образцов, разработанных в основном в 1930-е годы. Особенностью большинства новейших французских танков были одноместные башни, в результате чего командир танка обычно сам искал цель, заряжал, наводил, и стрелял. Функциональная перегруженность влекла за собой снижение эффективности применения самого лучшего (по многим показателям) танка SOMUA S.35 с такой башней. Тем не менее, малые габариты одноместных башен позволяли увеличивать защищённость экипажа без излишних технологических трудностей, связанных с увеличением массы танка.
Массовым производством техники на тот момент занималась компания Renault, известная танкетками-тягачами Renault UE, лёгкими и средними пехотными танками R.35, R.40, D1 и D2, тяжёлыми танками B1, а также лёгкими разведывательными машинами AMR.35 и боевыми танками AMC.34 и AMC.35. Национализированным производством Renault, компанией AMX (Ateliers de Construction d'Issy-les-Moulineaux), на тот момент велась разработка более поздних образцов техники — промежуточным между лёгким и средним танком сопровождения AMX 38 и средним кавалерийским танком AMX 40. До этого момента выпуском кавалерийских танков, таких как лёгкие H.35 и H.39 и средние S.35, занимались компании Hotchkiss и SOMUA (Société d'Outillage Mécanique et d'Usinage d'Artillerie).

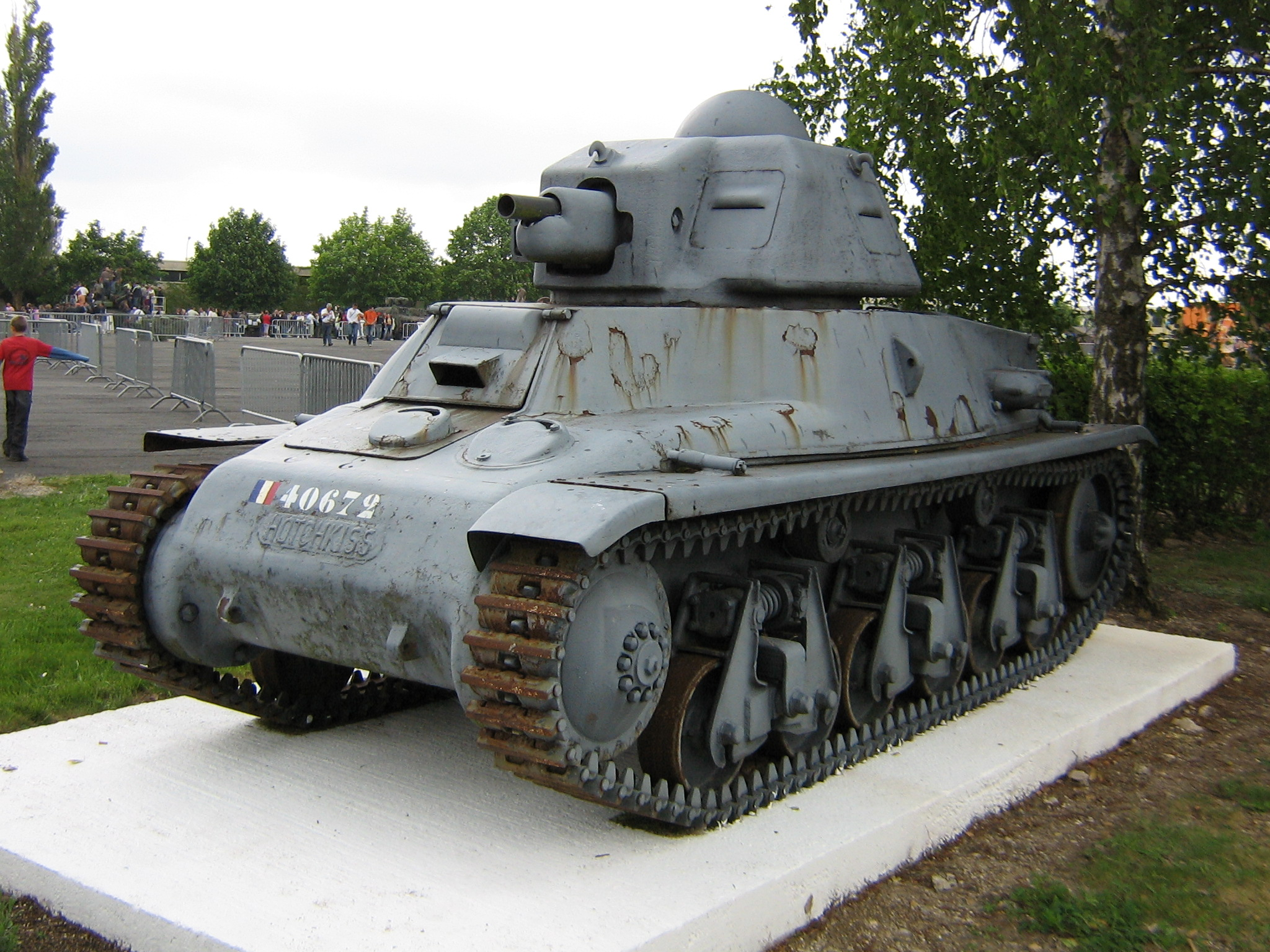
Hotchkiss H.39
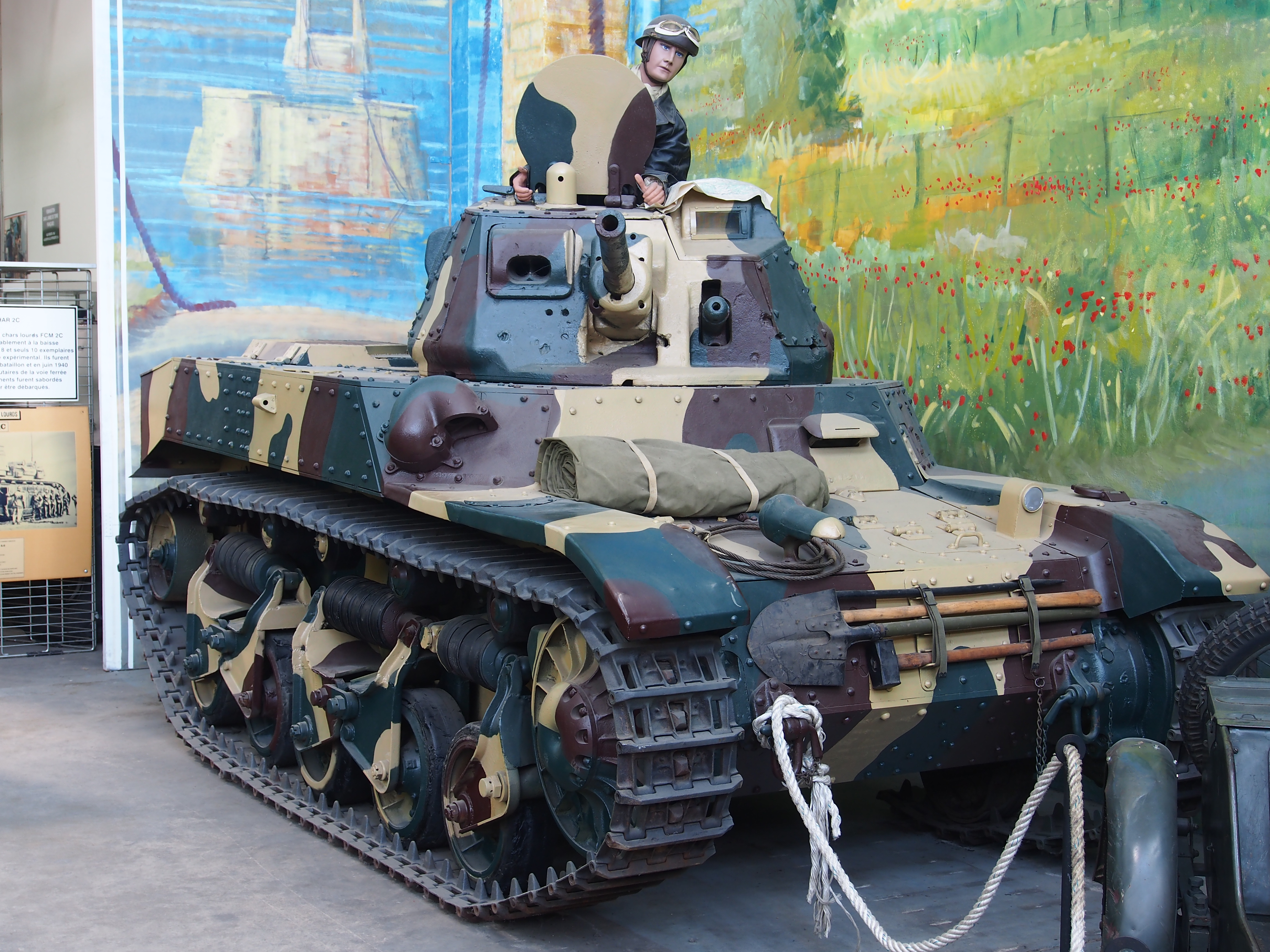
AMC.35, известный в Бельгии как ACG-1
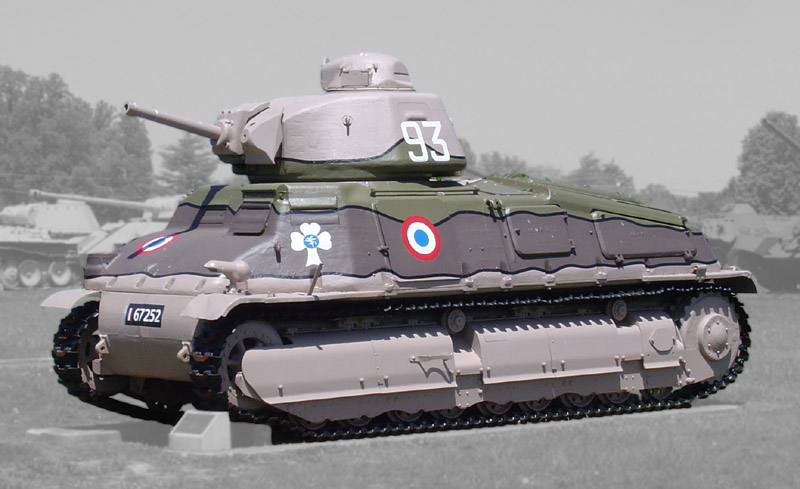
SOMUA S.35
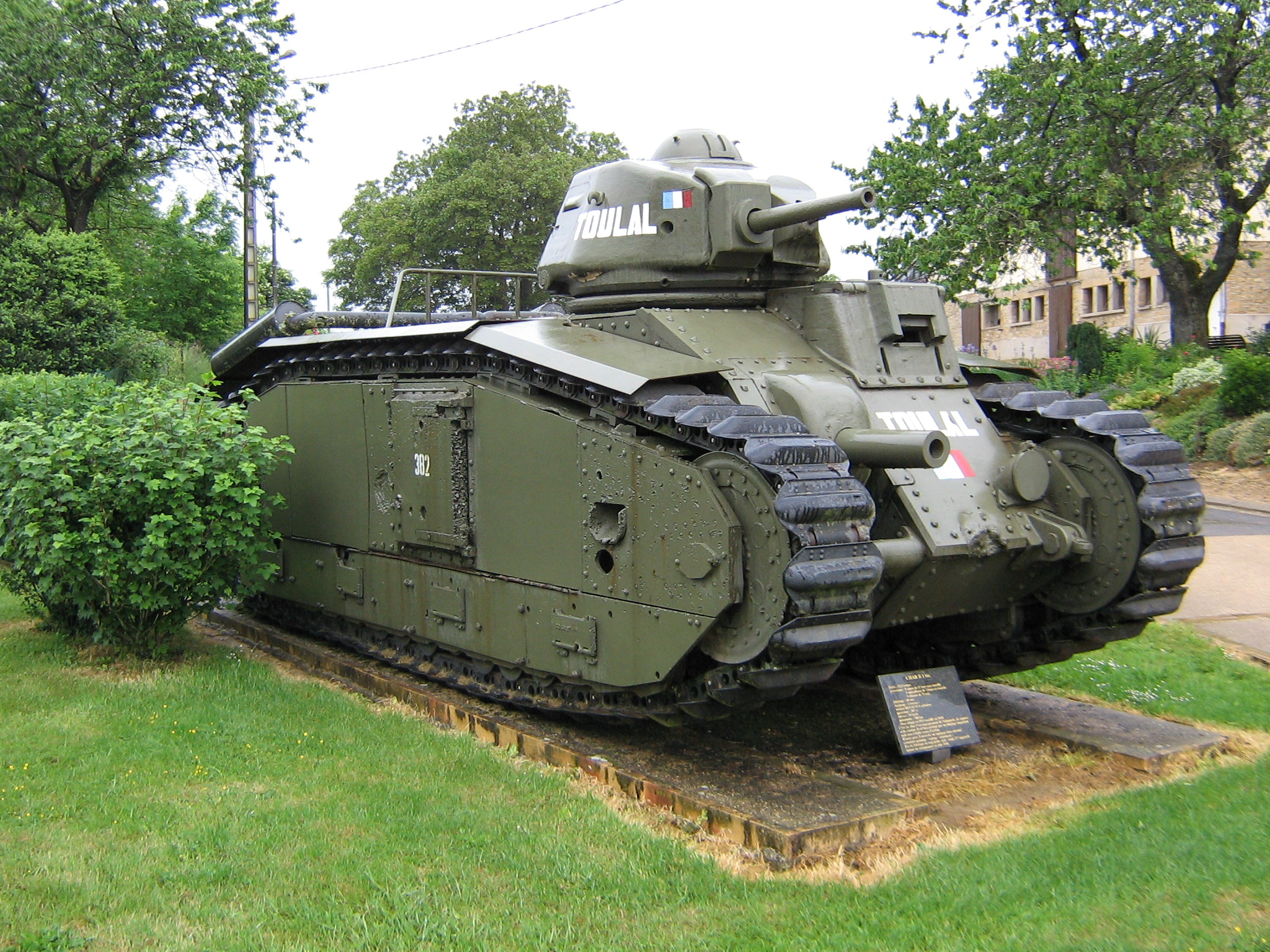
Renault B1 bis

Разработка схожих образцов бронетехники велась судостроительной компанией FCM (Forges et chantiers de la Méditerranée), представившая FCM 36, и Batignolles-Châtillon (полное название — Société de Construction des Batignolles), представившая оригинальную разработку. Обе машины отличались от аналогов других компаний использованием катаных стальных плит для бронирования как корпуса, так и всего танка в целом. Поздний вариант подвески танка Batignolles был схож с подвеской HVSS, годами позже устанавливавшейся на различной американской бронетехнике Второй мировой войны.
Тем не менее, FCM параллельно вела разработку различных проектов сверхтяжёлых танков. Сразу после окончания Первой мировой войны были созданы танки серии 2C, неоднократно модернизировавшиеся до 1939 года. Уже во время войны разрабатывался проект нового сверхтяжёлого танка прорыва с мощным вооружением и бронёй. Им стал FCM F1, но из-за скорой капитуляции Франции не вышел за стадию макета. Другой компанией, разрабатывавшей танк для проекта, стала ARL (Ateliers de Construction de Rueil), также создавшая лишь макет ARL Tracteur C. Во время оккупации Франции инженером Юбером Клермоном совместно с ARL с 1940 по 1942 годы велась разработка танка SARL 42 — машины с длинноствольной 75-мм пушкой и трёхместной башней на базе существующего SOMUA S.35, а в конце войны ARL создала так называемый «переходный танк» ARL 44, сигнализировавший переход с устаревшей техники поддержки пехоты на принципиально новые образцы с противоснарядным бронированием и противотанковым вооружением.

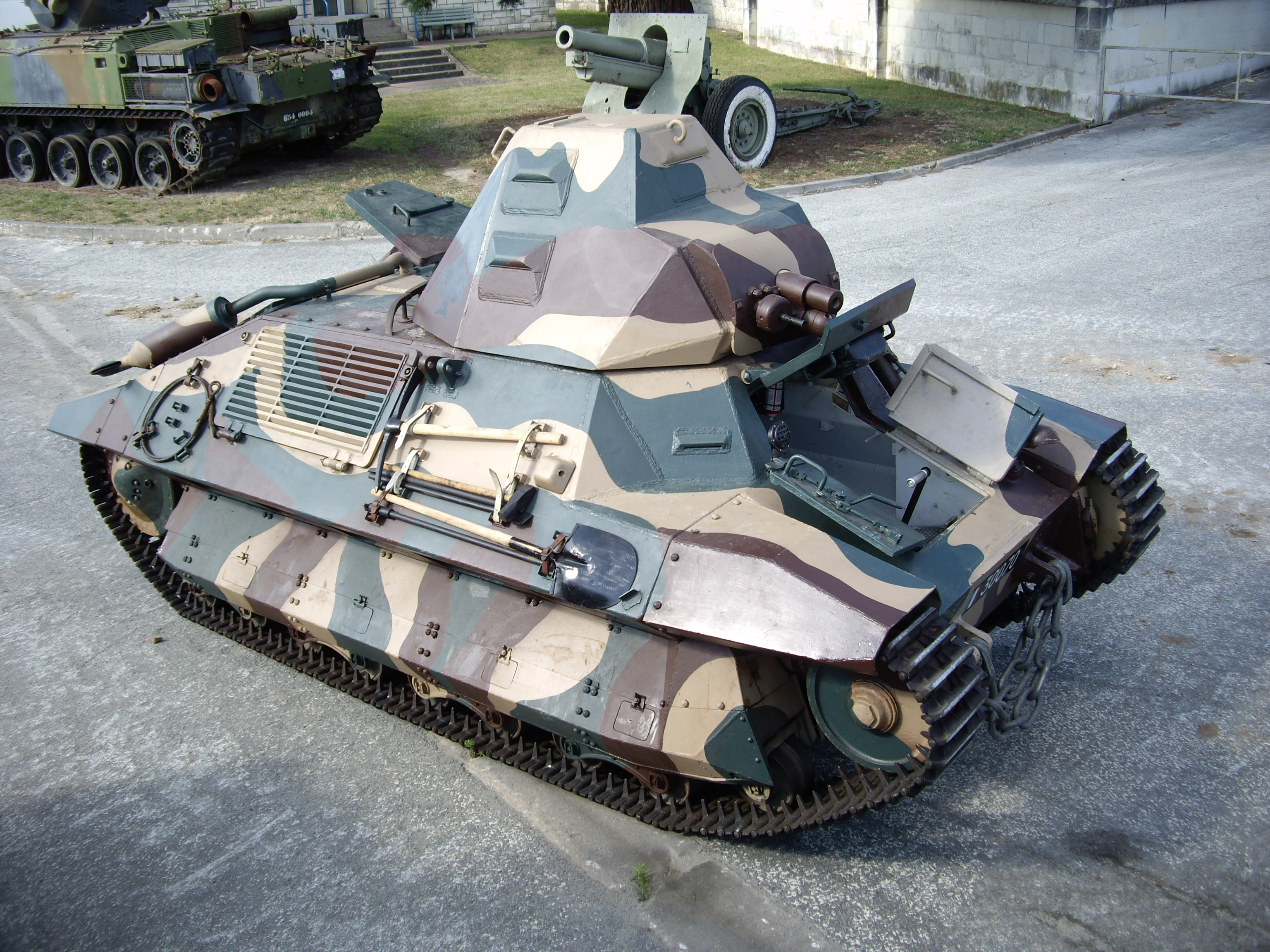
FCM 36
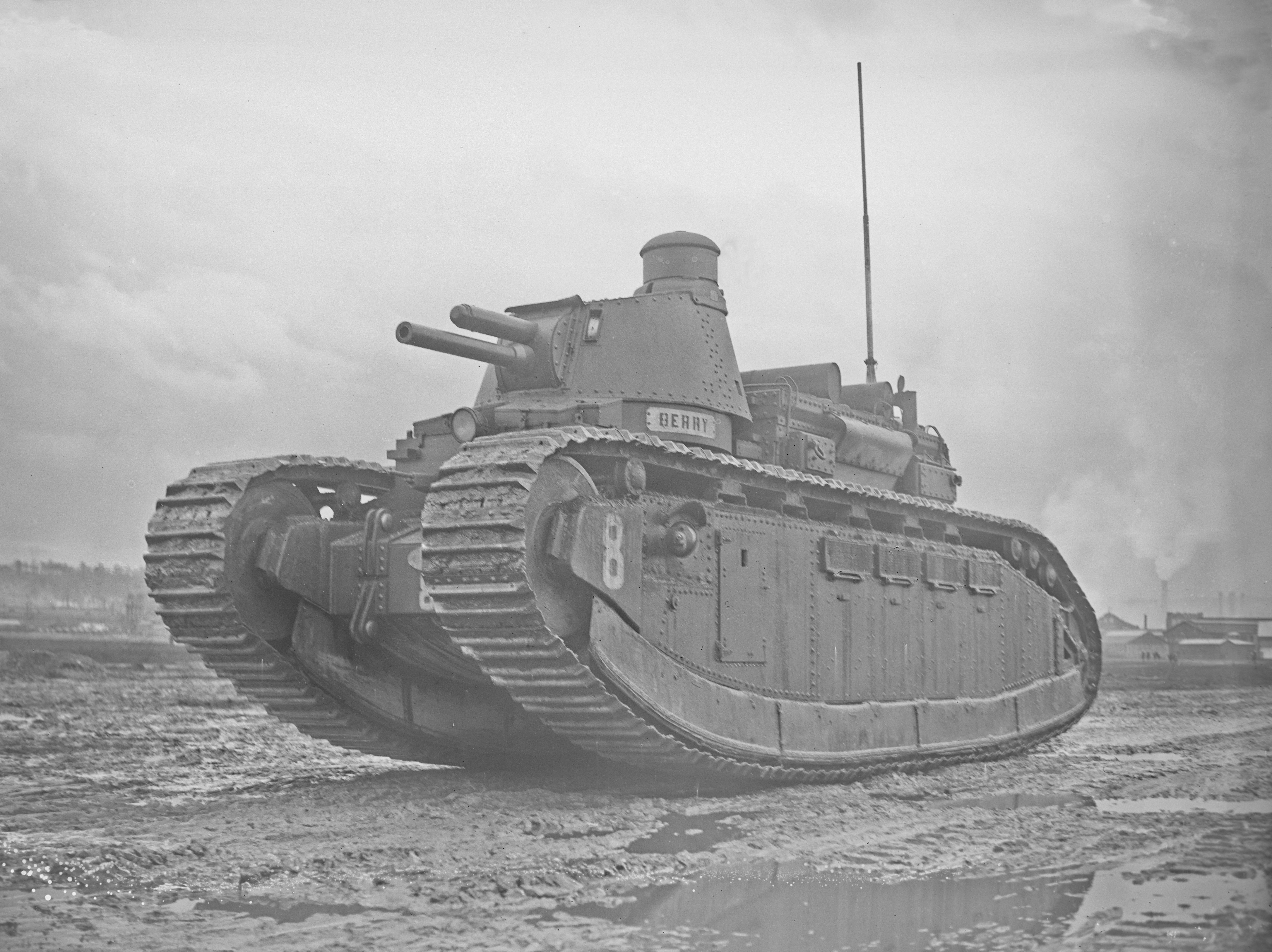
FCM 2C
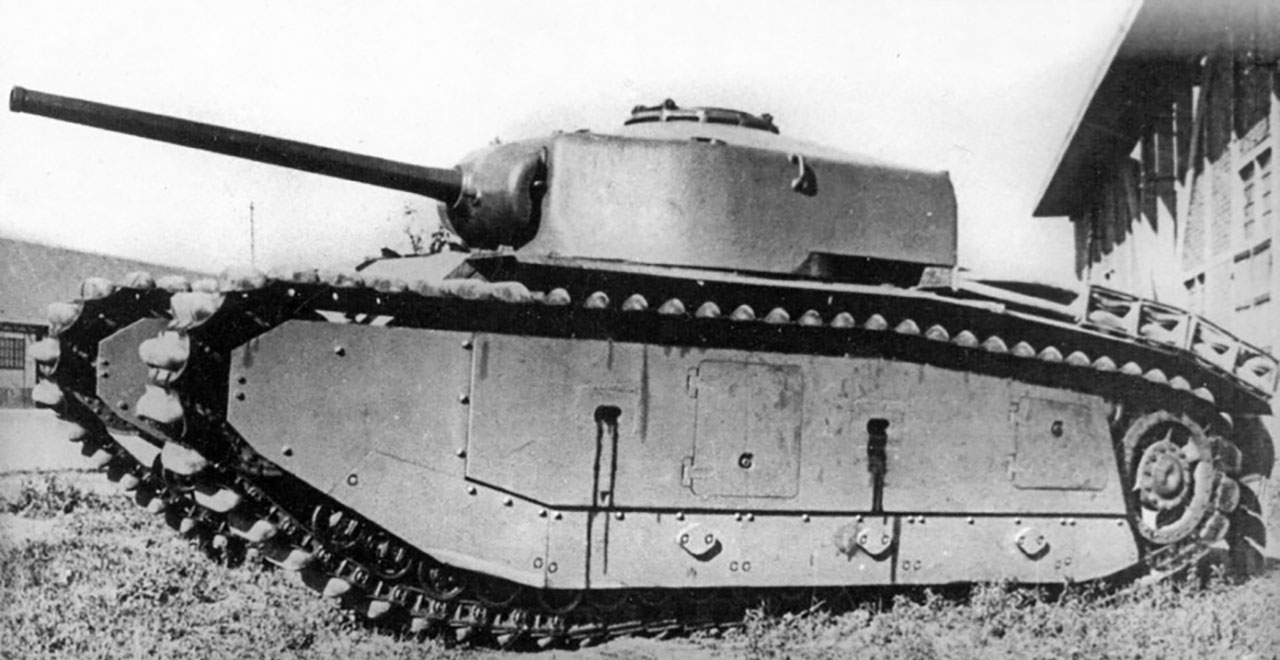
ARL 44 с башней ACL-1 и 75-мм пушкой SA 44, предназначавшейся для SARL 42

Разработкой бронетранспортёров, в основном, занималась компания Lorraine. Ей были созданы такие варианты, как Lorraine 37L, Lorraine 38L и Lorraine 39, происходящие от укороченного прототипа-танкетки. Более лёгкая бронетехника, такая как колёсные танки, производилась в основном компанией Panhard, представшившей широко использовавшийся Panhard 178 и опытный Panhard 201, реже производились колёсные бронемашины, разработанные компанией Laffly. Отдельно стоит отметить разработку инженера Жандрона и компании SOMUA — экспериментальный AMR.39.

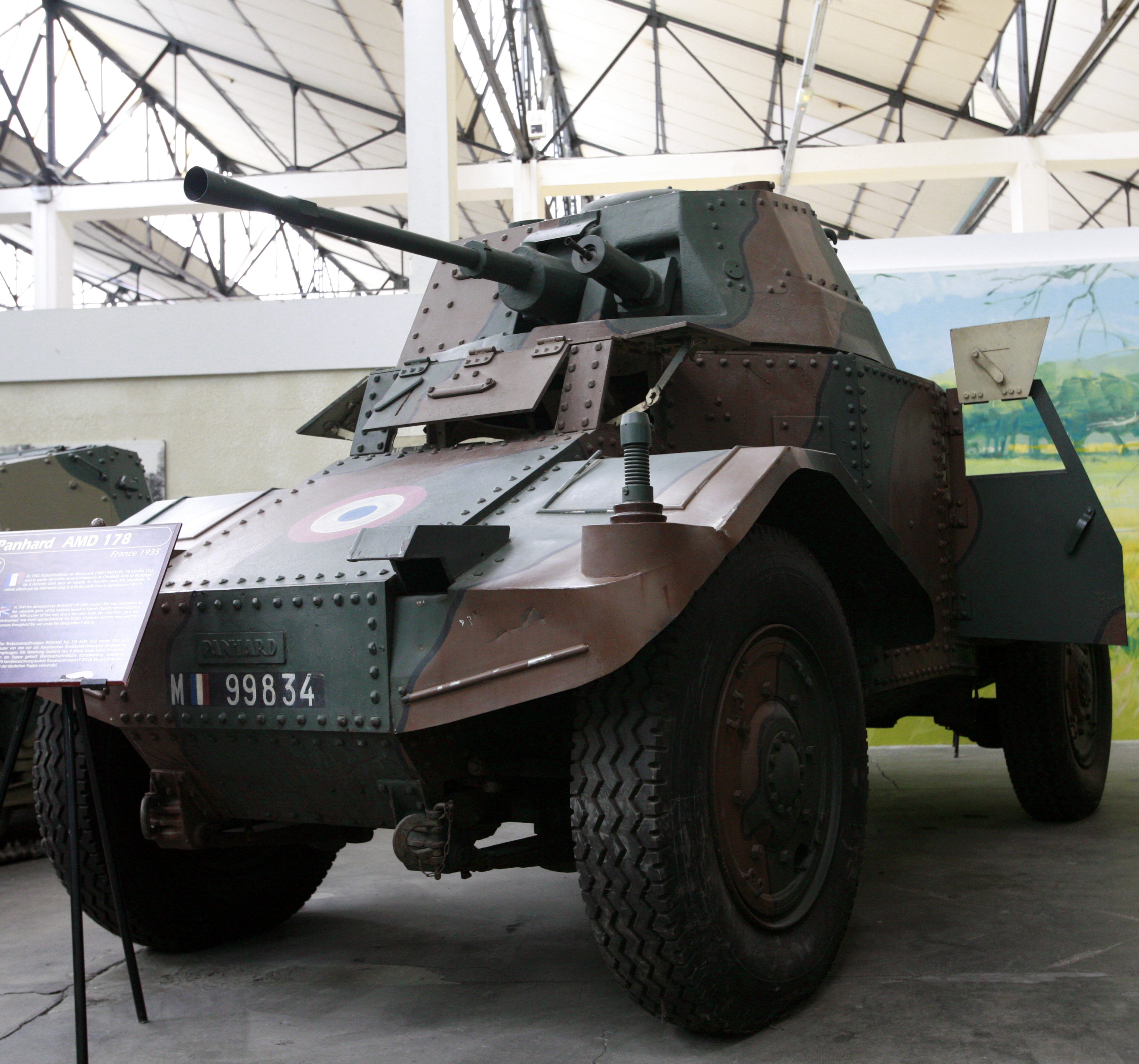
Panhard 178, или AMD.35
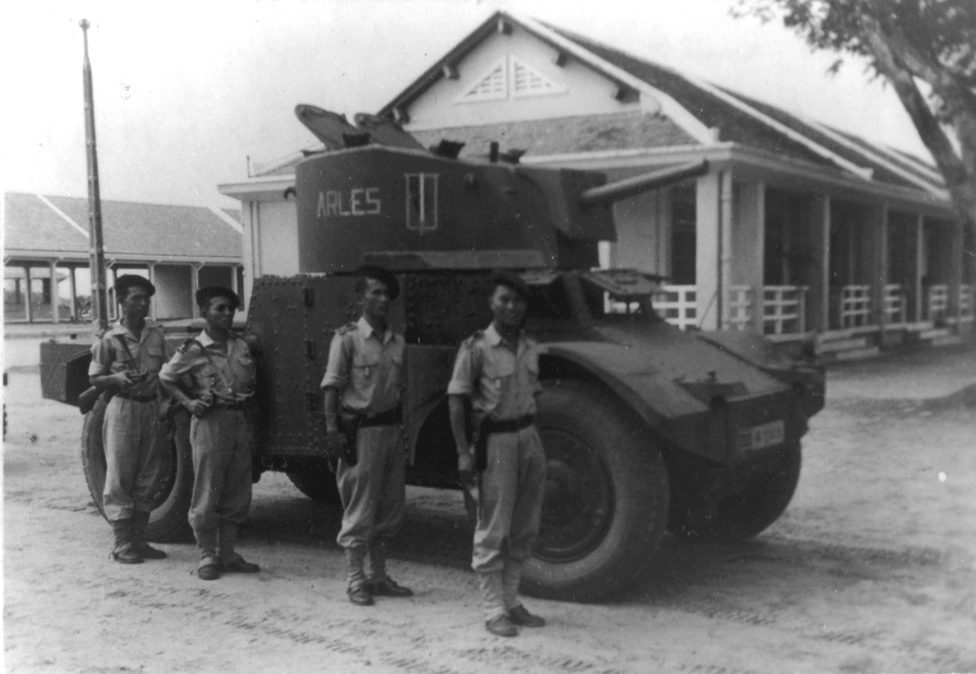
Panhard 178B
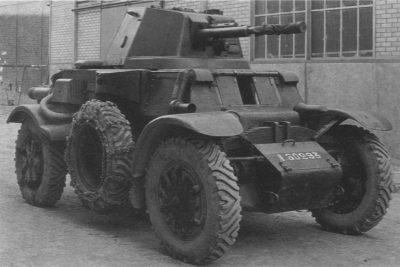
Жандрон-SOMUA AMR.39

В качестве потенциального проекта велась разработка танков G1 компаниями Renault, Lorraine, ARL и BDR (Baudet-Donon-Roussel),  SEAM (Société d'Études et d'Applications Mécaniques) и Fouga. Эти танки отличались такими новшествами, как сочетанием противоснарядного бронирования и высокой подвижности, универсальными по части применения против пехоты и бронетехники орудиями и оснащением оптическими дальномерами. SEAM смогла достичь лучшего результата — был построен прототип без вооружения, Fouga же вовсе не смогла представить чего-либо подходящего.
SEAM также участвовала в разработке сверхтяжёлого 220-тонного танка — SEAM 220t, не вышедшего за пределы эскизов. Проект этого танка был предложен в феврале 1940 года, и для облегчения транспортировки машины, которая могла достигать более 12 метров в длину, она могла быть разобрана на две части. Проект отменили в апреле того же года.
На части образцов перечисленной бронетехники были созданы различные самоходные штурмовые и противотанковые артиллерийские установки. До массового производства дошёл вариант артиллерийского танка поддержки FT BS — САУ на базе Renault FT с броневой рубкой вместо башни и 75-мм пушкой Шнейдера, созданная после окончания Первой мировой войны. В середине 1930-х годов SOMUA разработала частично успешный проект SAu 40 на базе своих кавалерийских танков, не устроивший армию комбинацией вооружения и платформы. Предпочтение было отдано совместной разработке инженера Валле и компаний ARL и BDR на базе проектного, незавершённого танка G1B — ARL 40. На базе грузовика Laffly W15 была создана модификация TCC, отличавшаяся установленной в кузов 47-мм пушкой SA 37. Таким же образом в самом конце французской кампании в истребитель танков был переоборудован бронетранспортёр Lorraine 37L в единственном экземпляре. В середине 1943 года силами Свободной Франции под руководством инженера Норбера Гальо были созданы две опытных противотанковых САУ — 17-pdr Lorraine 37L и 6-pdr Renault UE.

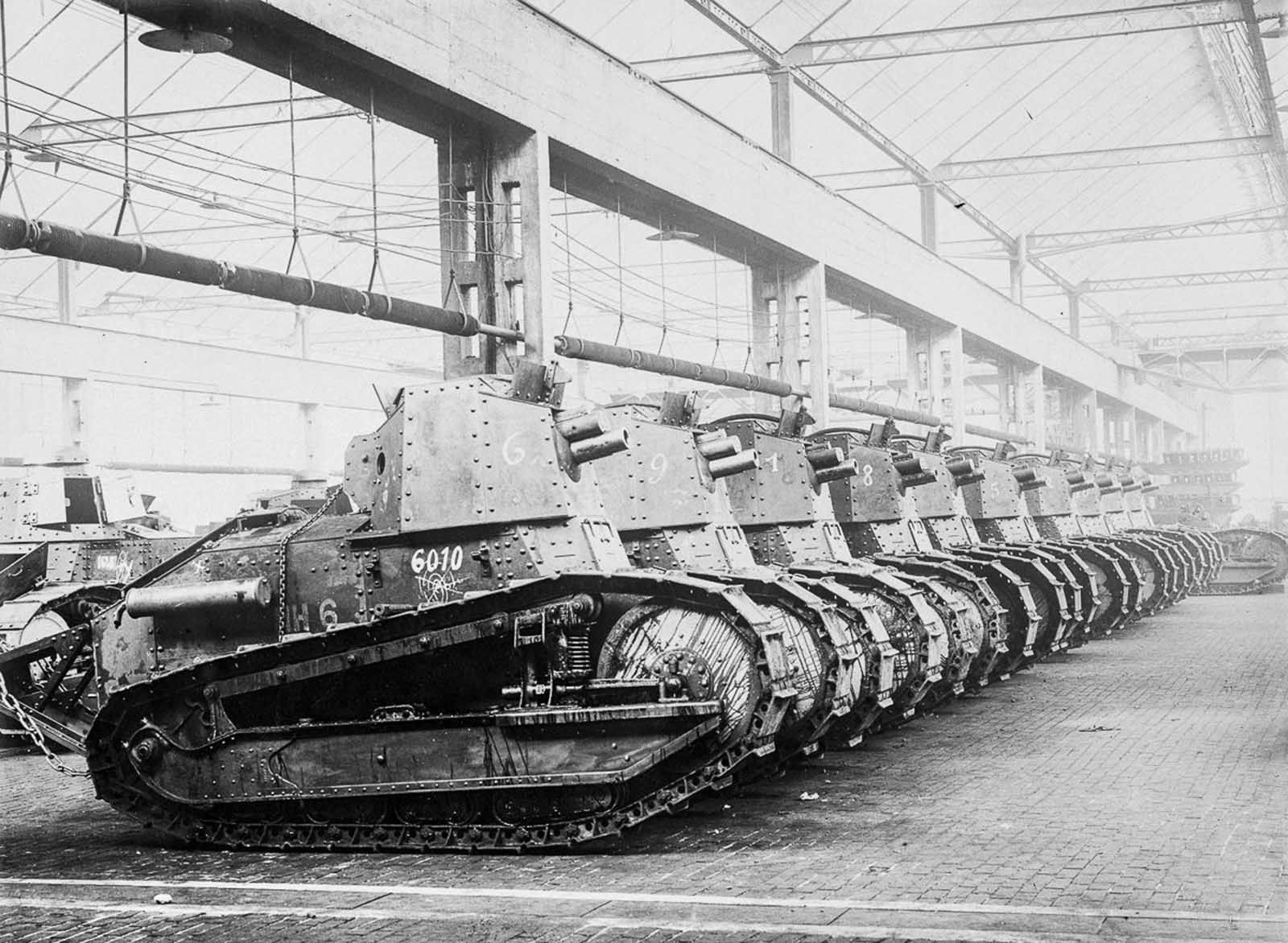
Renault FT BS
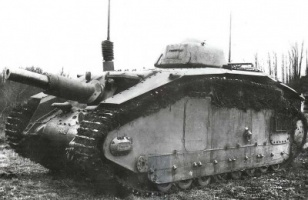
ARL 40
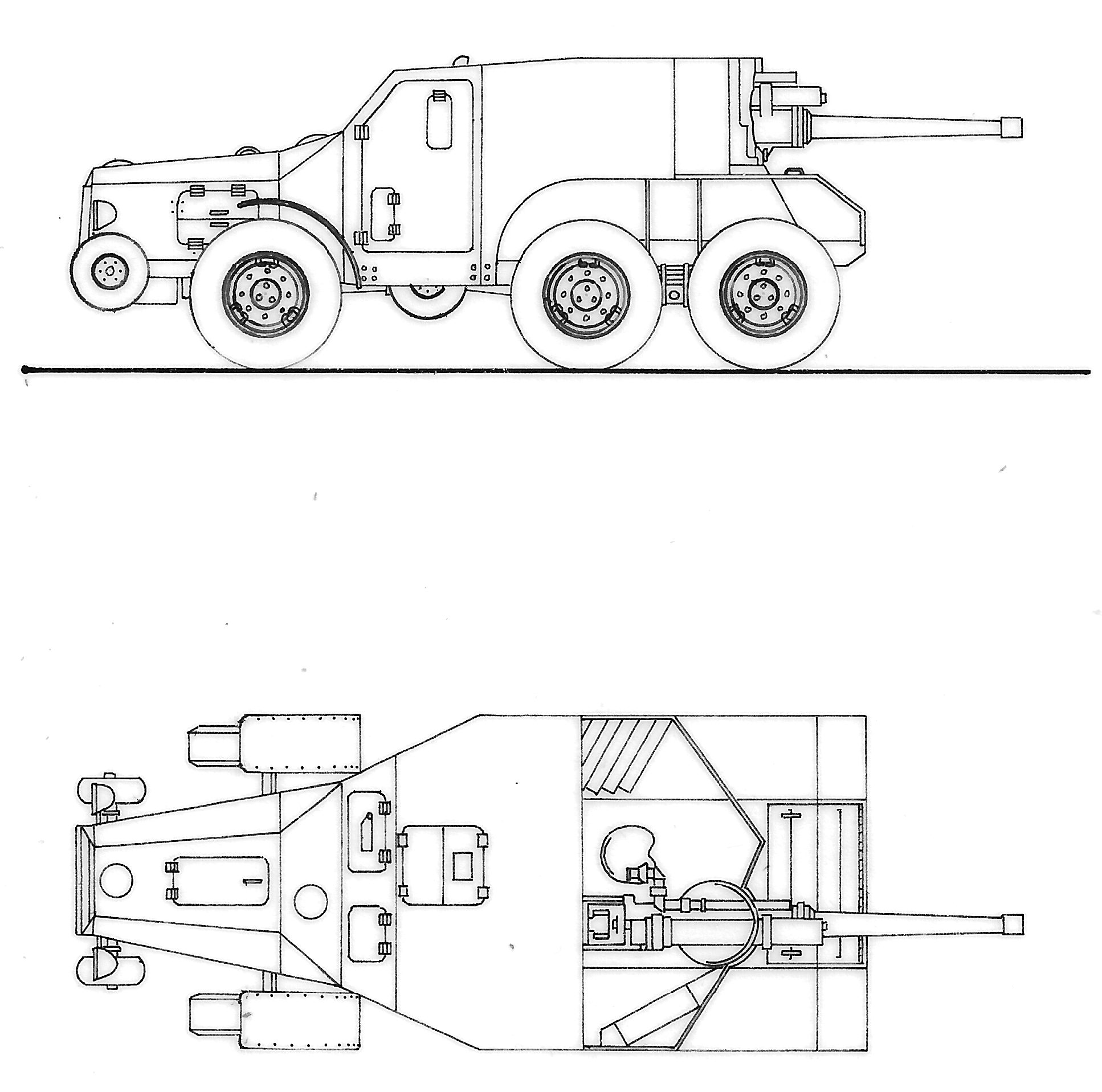
Чертёж Laffly W15 TCC

Разработкой различных элементов для бронетехники Франции — вооружения, башен, двигателей — на протяжении всей войны занимались такие компании, как APX (Ateliers de Construction de Puteaux), CDM (Camouflage Du Matériel), FL (Fives-Lille), иностранная Hispano-Suiza. Арсеналом в Пюто были разработаны различные виды вооружения — противотанковые и танковые пушки полуавтоматического типа (Semi-Automatique), например 25-мм противотанковая пушка SA 35 и 47-мм танковая пушка SA 35, а также башни от APX 1 до APX 5 и APX R, устанавливавшиеся на различные французские бронеавтомобили и танки. CDM, помимо производства пехотного снаряжения, разработала усовершенствованную башню для Panhard 178CDM (конструкция которой, в свою очередь, была позаимствована с башни Renault образца 1940 года) и бронеавтомобиль Automitrailleuse CDM в годы оккупации под руководством инженера Жозефа Рестани. С момента освобождения Франции Fives-Lille занималась производством башен различных типов для техники позднего военного и послевоенного периода. Так, ей была изготовлена цилиндрическая башня для бронеавтомобилей Panhard 178B, использовавшихся, в основном, в колониях.

## Авиация
В истребительной авиации наиболее распространенными истребителями были Morane-Saulnier MS.406 и Dewoitine D.520, а в качестве штурмовиков чаще всего использовался Potez 63.11.

## Артиллерия
Французская артиллерия использовала 75-мм полевые пушки образца 1897 года, 105-мм пушки-гаубицы Бурже 1935 года и 75-мм зенитные пушки Шнайдер.

## Стрелковое оружие
В качестве стрелкового оружия использовались винтовки Бертье и MAS 36, ПП MAS 38, пулемёты Chauchat Model 1915 и MAC M1924/29, а также пистолеты типа Руби и MAB модель D.

## Военно-морская техника
В ВМФ перед войной поступили на вооружение линкоры типа «Дюнкерк», а также довольно удачные лидеры типа «Ле Фантаск». После разгрома Франции флот сумел эвакуироваться в Африку, но дальнейшая судьба его была печальна. В 1942 году многие из этих кораблей были затоплены своими экипажами в Тулоне.